# Styczeń 2025

## 30 stycznia
- W wieku 78 lat zmarła w Londynie Marianne Faithfull, brytyjska piosenkarka, autorka tekstów i aktorka[1].

## 29 stycznia
- Katastrofa lotu American Eagle 5342, w wyniku której zginęło 67 osób[2]

## 27 stycznia
- Globalna wyprzedaż akcji spółek technologicznych na giełdzie NASDAQ, wywołana premierą modelu DeepSeek-R1, doprowadziła do rekordowych spadków kapitalizacji rynkowej firm zajmujących się sztuczną inteligencją (SI) i sprzętem komputerowym[3].

## 26 stycznia
- Inwazja Rosji na Ukrainę: Ministerstwo Obrony Rosji stwierdziło, że siły rosyjskie zdobyły wieś Wełyka Nowosiłka w obwodzie donieckim[4].

## 25 stycznia
- 18 osób zginęło, a 10 zostało rannych w wyniku eksplozji cysterny z benzyną na drodze ekspresowej w stanie Enugu w Nigerii[5].

## 24 stycznia
- Inwazja Rosji na Ukrainę:

- Ukraińskie drony uderzyły w rafinerię ropy naftowej w rosyjskim obwodzie riazańskim podczas jednego z największych ukraińskich ataków dronów na Rosję w trakcie konfliktu. Ministerstwo Obrony Rosji stwierdziło, że w ciągu nocy zestrzelono co najmniej 121 dronów nad 13 obwodami.
- Rosyjski dron zaatakował 10-piętrowy budynek mieszkalny w Fastowie w obwodzie kijowskim, zabijając co najmniej trzy osoby.

- Protesty na Słowacji: Ponad 60 tys. osób protestowało w całej Słowacji przeciwko antyukraińskiej, prorosyjskiej i eurosceptycznej polityce premiera Roberta Ficy[8].
- Arabia Saudyjska ogłosiła, że zainwestuje 600 miliardów dolarów w gospodarkę Stanów Zjednoczonych[9].
- Kanadyjski Departament Imigracji, Uchodźców i Obywatelstwa ogłosił, że limit zezwoleń na studia na rok 2025 wyniesie 437 000, co stanowi redukcję o 10% w stosunku do roku 2024. Jest to część wysiłków podejmowanych w celu rozwiązania problemów związanych z mieszkalnictwem, opieką zdrowotną i innymi usługami publicznymi, spowodowanych szybkim wzrostem populacji kraju[10].

## 21 stycznia
- Co najmniej 76 osób zginęło, a 51 zostało rannych w pożarze, który wybuchł w hotelu Grand Kartal w Kartalkaya w prowincji Bolu w Turcji[11].
- 17 osób zginęło, a 23 zostało rannych w zderzeniu autobusu z ciężarówką w Ponan-Ouinlo na Wybrzeżu Kości Słoniowej[12].
- 17 osób zginęło, a ośmiu uznano za zaginionych w wyniku powodzi i osuwisk w prowincji Jawa Środkowa w Indonezji[13].
- Prezydent USA Donald Trump ujawnił wspólne przedsięwzięcie OpenAI, Oracle i SoftBank o nazwie „Stargate”. Projekt, który ma zapewnić finansowanie w wysokości do 500 miliardów dolarów w ciągu najbliższych czterech lat, ma na celu budowę centrów danych i infrastruktury informatycznej w całych Stanach Zjednoczonych, aby napędzać rozwój AI i stworzyć ponad 100 tys. miejsc pracy[14].

## 18 stycznia
- Co najmniej 77 osób zginęło, a co najmniej 55 zostało rannych, gdy cysterna z paliwem przewróciła się na autostradzie w mieście Suleja, w stanie Niger, w Nigerii. Następnie gdy ludzie zebrali się, aby zebrać rozlane paliwo, cysterna wybuchła[15][16].

## 17 stycznia
- Brytyjska spółka naftowo-gazownicza BP ogłosiła, że zamierza zwolnić 4700 pracowników i 3000 wykonawców na całym świecie w celu obniżenia kosztów[17].

## 16 stycznia
- Blue Origin po raz pierwszy wystrzeliło rakietę New Glenn ze Cape Canaveral Space Force Station na Florydzie w Stanach Zjednoczonych. Drugi stopień rakiety, niosący prototyp statku kosmicznego Blue Ring, pomyślnie osiąga orbitę okołoziemską, ale jego pierwszy stopień wielokrotnego użytku zostaje utracony podczas lądowania[18].
- Bliźniacze satelity SDX01 i SDX02 misji Space Docking Experiment (SpaDeX), wystrzelone w grudniu 2024 roku przez Indyjską Organizację Badań Kosmicznych, pomyślnie przeprowadziły pierwsze w Indiach cumowanie statku kosmicznego. Indie stały się czwartym krajem, któremu udało się pomyślnie zacumować statek kosmiczny, po Stanach Zjednoczonych, Rosji i Chinach[19].
- SpaceX rozpoczęło siódmy lot testowy rakiety nośnej Starship z ulepszonym drugim stopniem w Starbase w Teksasie, Stany Zjednoczone. Pierwszy stopień został pomyślnie przechwycony przez wieżę startową, ale drugi stopień rozpadł się na krótko przed wyłączeniem silnika[20].
- Nintendo oficjalnie zaprezentowało konsolę do gier Nintendo Switch 2, następcę Nintendo Switch. Konsola ma mieć premierę w 2025 roku[21].

## 15 stycznia
- W ciągu ostatnich 48 godzin w Stambule w Turcji 37 osób zmarło w wyniku zatrucia się nielegalnym alkoholem, kolejne 80 trafiło w szpitali. Tureccy urzędnicy ds. zdrowia stwierdzili, że wiele osób w szpitalu znajdowało się na intensywnej terapii[22].
- Inwazja Rosji na Ukrainę: Siły Powietrzne Ukrainy oświadczyły, że w nocy siły rosyjskie przeprowadziły kolejny atak rakietowy i dronów wymierzony w infrastrukturę energetyczną na Ukrainie, powodując przerwy w dostawach energii elektrycznej. Podczas ataku użyto co najmniej 117 celów powietrznych, w tym 43 pociski różnego typu i 74 dronów, z których ukraińska obrona przeciwlotnicza zestrzeliła 30 pocisków i wszystkie drony. „Wróg zaatakował ukraińskie obiekty energetyczne, w szczególności infrastrukturę gazową w obwodach charkowskim, lwowskim i iwanofrankiwskim. Niestety, w wyniku rosyjskiego ataku doszło do uszkodzeń obiektów”[23][24][25]. Rosyjskie MON poinformowało, że przeprowadzono atak na „krytycznie ważne obiekty infrastruktury gazowej i energetycznej, które zapewniają funkcjonowanie ukraińskiego kompleksu militarno-przemysłowego”[26].
- Rakieta Falcon 9 firmy SpaceX wystartowała z Centrum Kosmicznego im. Kennedy’ego na Florydzie w Stanach Zjednoczonych, wynosząc na pokładzie amerykański lądownik księżycowy Blue Ghost M1 firmy Firefly Aerospace i japoński lądownik księżycowy Hakuto-R Mission 2 firmy ispace[27].

## 14 stycznia
- Inwazja Rosji na Ukrainę: Ukraina przeprowadziła ataki na cele w obwodach briańskim, saratowskim i tulskim w Rosji, a także w Republice Tatarstanu, wykorzystując ponad 200 dronów i pięć rakiet balistycznych ATACMS. Uderzono w składy amunicji, zakłady przemysłowe i rafinerię. Ukraina stwierdziła, że był to jej „największy” i „najgłębszy” atak na terytorium Rosji do tej pory[28][29].
- Prezes Międzynarodowego Trybunału Sprawiedliwości, Nawaf Salam, został powołany przez prezydenta Libanu, Josepha Aouna, na stanowisko premiera kraju[30].

## 13 stycznia
- Pożary w Kalifornii: AccuWeather opublikowało wstępne szacunki całkowitych strat fizycznych i ekonomicznych spowodowanych trwającymi pożarami lasów w południowej Kalifornii wynoszące od 250 do 275 miliardów dolarów amerykańskich, co przypisywano wyjątkowo wysokim cenom nieruchomości w Santa Monica i okolicach, co przewyższałoby szacunki kosztów całego sezonu pożarów lasów w Stanach Zjednoczonych w 2020 roku, a także huraganu Helene w 2024 roku[31].

## 12 stycznia
- Pożary w Kalifornii: Gubernator Kalifornii Gavin Newsom stwierdził, że trwające pożary lasów w hrabstwie Los Angeles mogły stać się najgorszą klęską żywiołową w historii Stanów Zjednoczonych „pod względem skali i zasięgu”, a straty szacowane były wóczas na ponad 135 miliardów dolarów[32][33]. Liczba ofiar śmiertelnych pożarów lasów wzrosła do 24 osób[34].

## 11 stycznia
- Inwazja Rosji na Ukrainę, operacja kurska: Prezydent Wołodymyr Zełenski ogłosił, że Ukraina pojmała dwóch żywych żołnierzy północnokoreańskich w obwodzie kurskim w Rosji. Był to pierwszy przypadek odkąd Korea Północna przystąpiła do wojny[35].

## 10 stycznia
- Copernicus Climate Change Service (C3S) potwierdził, że rok 2024 był najcieplejszym rokiem kalendarzowym od czasu rozpoczęcia pomiarów w 1850 roku, a średnia temperatura globalna osiągnęła 1,6 °C powyżej poziomu sprzed rewolucji przemysłowej, przekraczając po raz pierwszy próg ocieplenia o 1,5 °C ustalony w 2016 roku na mocy porozumienia paryskiego[36][37][38].

## 9 stycznia
- Generał Joseph Khalil Aoun został wybrany na prezydenta Libanu po dwóch latach politycznego impasu[39][40].

## 8 stycznia
- W Czadzie doszło do ataku na pałac prezydencki(inne języki) w stolicy kraju. W wyniku zamachu zginęło 19 osób, w tym 18 sprawców i jeden żołnierz wojsk czadyjskich[41][42][43].
- Inwazja Rosji na Ukrainę: Siły rosyjskie zaatakowały zakład przemysłowy w Zaporożu na Ukrainie, zabijając 13 osób i raniąc 18 innych. Dalsze ataki na Zaporoże przy użyciu bomb lotniczych KAB zabijają 13 kolejnych osób i ranią 63 innych[44][45].

## 7 stycznia
- Co najmniej 126 osób zginęło, a kilkadziesiąt zostało rannych, gdy trzęsienie ziemi(inne języki) o magnitudzie 7,1 nawiedziło powiat Tingri w Xigazê w Tybetańskim Regionie Autonomicznym w Chinach[46][47].
- Meta Platforms ogłosiła zakończenie swojego programu weryfikacji faktów przez podmioty zewnętrzne i przejście na model oparty na crowdsourcingu, podobny do Community Notes na Twitterze[48].
- Rozpoczęły się pożary w Kalifornii[49].

## 6 stycznia
- Premier Kanady, Justin Trudeau, ogłosił rezygnację z pełnienia stanowiska[50][51].
- Austriak Daniel Tschofenig został zwycięzcą 73. Turnieju Czterech Skoczni[52].

## 5 stycznia
- Odbyła się 82. ceremonia wręczenia Złotych Globów[53].
- Zakończyła się 19. edycja turnieju Tour de Ski, jej zwycięzcami zostali Therese Johaug (wśród kobiet) oraz Johannes Høsflot Klæbo (wśród mężczyzn)[54][55].

## 4 stycznia
- Kanclerz Austrii, Karl Nehammer, podał się do dymisji[56].
- Aleksandra Mirosław wygrała 90. Plebiscyt na Najlepszego Sportowca Polski[57].

## 3 stycznia
- Firma SpaceX pomyślnie wystrzeliła satelitę telekomunikacyjnego Thuraya 4-NGS Agencji Kosmicznej Zjednoczonych Emiratów Arabskich za pomocą rakiety Falcon 9 z Przylądka Canaveral na Florydzie w Stanach Zjednoczonych[58].
- Rozpoczął się Rajd Dakar 2025[59].

## 2 stycznia
- 11 osób zginęło w izraelskim nalocie na obóz Al Mawasi(inne języki) w Strefie Gazy[60].
- 27 martwych ciał imigrantów zostało znalezionych u wybrzeży Tunezji[61].
- Największe miejsce ze śladami dinozaurów Cetiozaur i Megalozaur, pochodzące z okresu batonicznego środkowej jury, sprzed 166 milionów lat, odkryto w kamieniołomie w Oxfordshire w Anglii, w Wielkiej Brytanii[62].

## 1 stycznia
- w Czarnogórze w miejscowości Cetynia doszło do strzelaniny, kiedy to 45-letni Aco Martinović otworzył ogień w kawiarni, zabijając 12 osób, po czym zbiegł i popełnił samobójstwo. W związku z tym wydarzeniem prezydent Czarnogóry Jakov Milatović ogłosił trzy dni żałoby[63][64][65].
- W Nowym Orleanie w Stanach Zjednoczonych doszło do zamachu(inne języki), gdy w tłum ludzi wjechał 42-letni kierowca pickupa, Shamsud-Din Jabbar, który później wysiadł z samochodu i rozpoczął strzelaninę. W wyniku ataku życie straciło 10 osób oraz sam sprawca. W samochodzie zamachowca znaleziono flagę Państwa Islamskiego[66].
- W Las Vegas w USA przed Trump International Hotel doszło do wybuchu samochodu Tesla Cybertruck, który był wypełniony paliwem oraz fajerwerkami. W środku samochodu znajdował się Matthew Livelsberger, który chwilę przed eksplozją popełnił samobójstwo[67][68][69].
- Polska objęła półroczną prezydencję w Radzie Unii Europejskiej[70][71].
- Bułgaria i Rumunia w pełnym zakresie przystąpiły do strefy Schengen[72].
- Siedem miejscowości: Kazanów, Kobylnica, Końskowola, Kurów, Sobków, Wąwolnica oraz Zaniemyśl uzyskało prawa miejskie[73] oraz powstały dwie nowe gminy: w województwie podlaskim gmina Grabówka, wydzielona z terenów gminy Supraśl, oraz w województwie małopolskim gmina Szczawa wydzielona z gminy Kamienica[74][75].
- Ukraina wstrzymała tranzyt rosyjskiego gazu przez gazociąg  „Przyjaźń” związku z wygaśnięciem umowy między Kijowem a Gazpromem[76][77].
- Liechtenstein jako 39 kraj na świecie zalegalizował małżeństwa jednopłciowe[78].
- Powieść Pożegnanie z bronią oraz postacie z kreskówek o Popeye’u i Tintinie znalazły się w Stanach Zjednoczonych w domenie publicznej[79].